# أحمد الحفظي
كان أحمد حفظي باشا (1832-1900) مشيرًا عسكريًا في الجيش العثماني، وكان القائد العام للجيش العثماني الذي هزم الإغريق في جبهة إبيروس في الحرب اليونانية التركية (1897).

## المناصب السابقة
- أكتوبر 1877: القائد في معركة جورني دوبنيك
- يونيو 1881 - جولي 1883: حاكم كوسوفو
- أكتوبر 1889- أكتوبر 1897: حاكم يوانينا